# Оберєгермейстер
Оберєгермейстер (нім. Oberjägermeister) — придворний чин II класу в Табелі про ранги в Росії. Завідував імператорським полюванням. У його розпорядженні були завідувач господарською частиною, царський ловчий, государів стременний, государів руженосець (зброєносець).